# Montana State Legislature

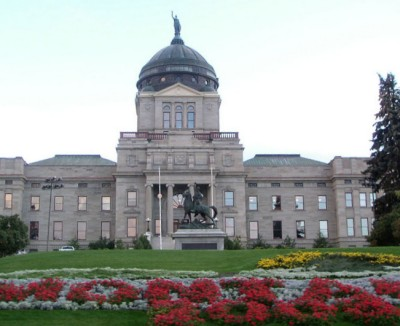
Die State Legislature tagt im Montana State Capitol

Die Montana State Legislature ist die State Legislature und damit die Legislative des US-Bundesstaats Montana und wurde durch die staatliche Verfassung 1889 geschaffen. Sie besteht aus dem Repräsentantenhaus von Montana, das als Unterhaus fungiert, sowie dem Senat von Montana als Oberhaus. Die State Legislature tagt im Montana State Capitol in Helena, das auch Sitz des Gouverneurs und seines Stellvertreters ist.
Das Repräsentantenhaus besteht aus 100 Mitgliedern, der Senat aus 50. Das Repräsentantenhaus wird für zwei Jahre gewählt. Die Amtszeit der Senatoren beträgt vier Jahre, jeweils die Hälfte des Senats wird gleichzeitig mit dem Repräsentantenhaus gewählt. Der Wahltag fällt mit dem des Bundeskongresses zusammen.
Wählbar sind Bürger, die seit mindestens einem Jahr in Montana und mindestens sechs Monate im entsprechenden Wahlbezirk leben. Das Mindestalter für beide Häuser beträgt 18 Jahre.
Die National Conference of State Legislatures (NCSL) ordnet die State Legislature von Montana als Teilzeitparlament ein. Mit einer Vergütung von 212,57 USD pro Sitzungstag (2020) liegen die Abgeordneten im unteren Bereich der Staatsparlamentarier.